# Paralomis ceres
Paralomis ceres is een tienpotigensoort uit de familie van de Lithodidae. De wetenschappelijke naam van de soort is voor het eerst geldig gepubliceerd in 1989 door Macpherson.